# سيدو (أسطورة)
سيدو (بالإنجليزية: Sido)‏ مخادع في غينيا الجديدة في أساطير ميلانيزيا. وقع في غرام امرأة جميلة تسمي ساجرو.. لكن ساحرا بارعا أخذها منه. وقاتل الساحر لكي يستردها، لكنه فقد حياته في هذا النزال، غير أنه لم يكن مسموحا لروحه أن تدخل «أديري» -أرض الموتی- فراح يغرى النساء والأطفال، وبعد أن تجول فترة دخل «أديري» زرع حديقة لإطعام الموتى. يعرف سيدو أيضا باسم «هيدو».

### أساطير بولينيزية
- أتيا وبابا
- حوميتي كيتيكي
- في إي (ميثولوجيا)
- فيفارنجو
- هوميا (ميثولوجيا)
- ماراما (ميثولوجيا)
- ماكي (ميثولوجيا)
- موي (ميثولوجيا)

### أساطير ميكرونيزية
- ألولوي (ميثولوجيا)
- كيراتا (ميثولوجيا)
- لؤا (ميثولوجيا)
- لاتيميكيك